# Раубаль, Лео Рудольф
Лео Рудольф Ра́убаль (нем. Leo Rudolf Raubal; 2 октября 1906, Линц, Цислейтания — 18 августа 1977, Испания) — племянник Адольфа Гитлера.

## Биография
Лео был сыном Лео Раубаля (старшего) и его жены Ангелы Гитлер, единокровной сестры Адольфа Гитлера. Был любимым племянником Гитлера. Дядя любил проводить с ним время. До войны Раубаль работал управляющим в Линце.
По одной версии (со слов Уильяма Патрика Гитлера), Лео обвинял Гитлера в смерти своей сестры Гели. По другой — историк Вернер Мазер утверждает, что Лео сказал в 1967 году, что Гитлер был «абсолютно невиновным».
В октябре 1939 года Раубаль был призван в люфтваффе в качестве лейтенанта инженерных войск.
В январе 1943 года во время Сталинградской битвы он был ранен, и Паулюс просил у Гитлера самолёт для эвакуации Лео в Германию. Гитлер отказал, и Раубаль попал в плен 31 января 1943 года.
Гитлер вопреки своим правилам, готов был обменять его на сына Сталина — Якова. Сталин не согласился.
Лео находился в московской тюрьме до 28 сентября 1955 года.
В 1955 году вернулся в Австрию. Он жил и работал в Линце учителем химии.
Умер во время отпуска в Испании. Похоронен 7 сентября 1977 года в Линце.
У Лео был сын Питер (род. в 1931). Питер Раубаль живёт в Линце и до пенсии работал инженером.